# Jumeau

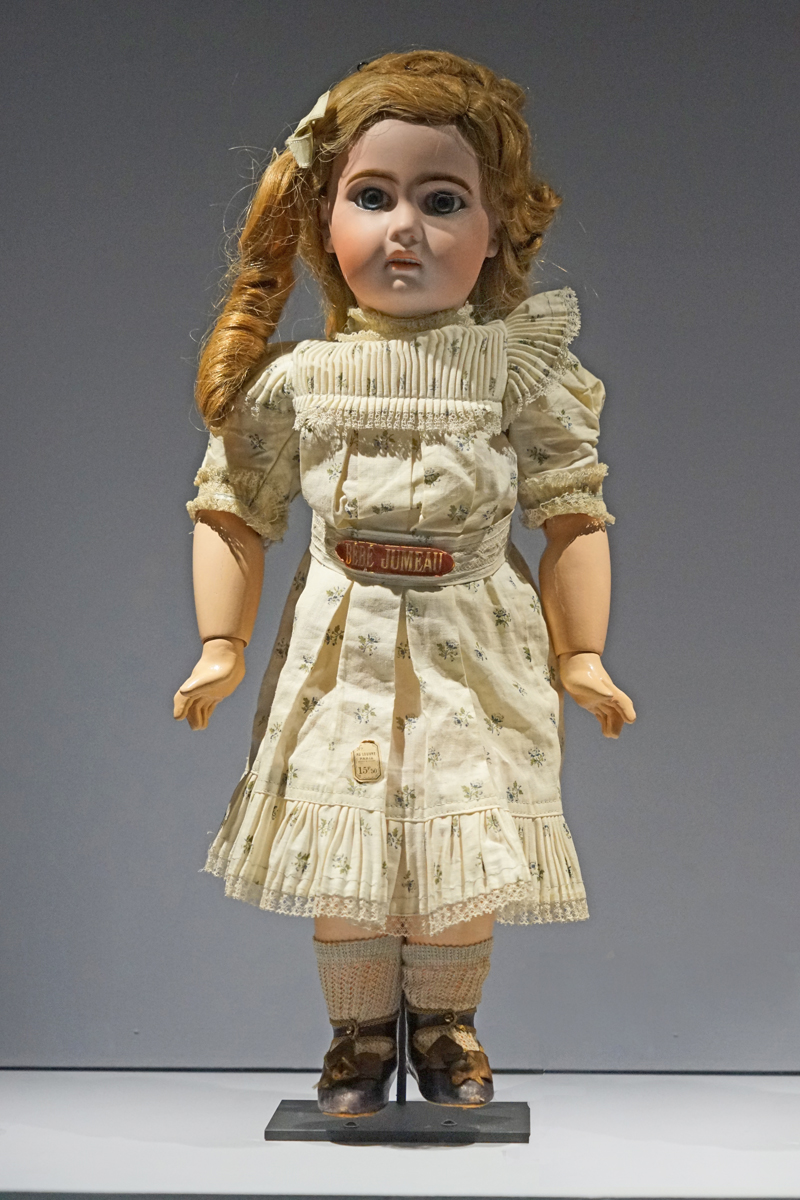
Muñeca Jumeau de 1915.

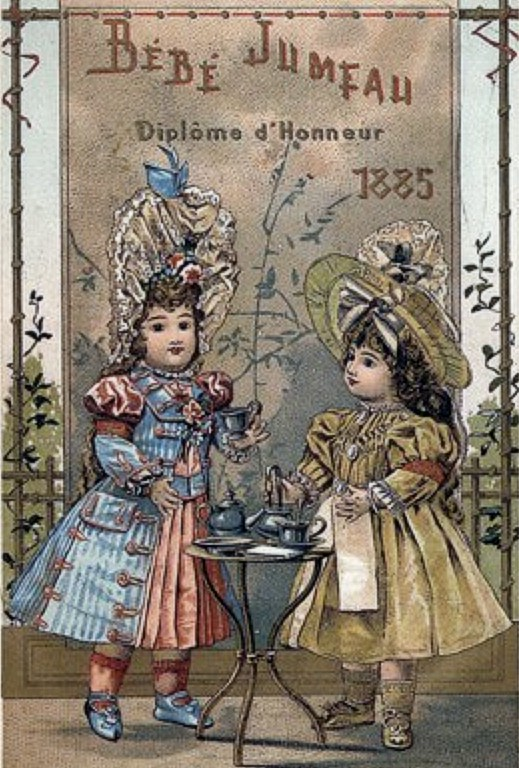
Anuncio de Jumeau de 1885.

Jumeau fue una compañía francesa fundada a principios de la década de 1840, dedicada al diseño y manufactura de muñecas de porcelana de alta calidad. Fue fundada por Louis-Desire Belton y Pierre-François Jumeau en la Maison Jumeau de Montreuil-sous-Bois, cerca de París. Aunque Belton no permaneció mucho tiempo en la empresa, bajo el liderazgo de Jumeau (y posteriormente bajo el de su hijo Emile), la compañía pronto ganó reputación por los rostros y los vestidos de sus muñecas, siendo un reflejo de la moda de aquella época. Las muñecas siguen siendo populares entre coleccionistas, habiendo alcanzado valores de hasta 2.000 libras en subastas.

## Historia
La compañía Jumeau surgió primero como una sociedad entre Louis-Desire Belton y Pierre-François Jumeau a comienzos de la década de 1840. En 1844, Belton y Jumeau presentaron sus muñecas en la Exposición de París (en la cual recibieron una mención honorífica), si bien en 1846 el nombre de Belton dejó de estar asociado con las muñecas. Jumeau obtuvo una medalla de bronce en la Exposición de París de 1849, así como un primer puesto en la Gran Exposición de Londres de 1851. Durante gran parte de este período de tiempo, la compañía vendió su producción a mayoristas, vendiendo también durante las décadas de 1850 y 1860 muñecas de cera importadas de Gran Bretaña.
En las exposiciones de París y Gran Bretaña, las muñecas Jumeau recibieron más atención por la alta calidad de sus vestidos que por las muñecas en sí. Esto cambió en 1867, cuando en la Exposición Universal de dicho año fueron premiadas con una medalla de plata y una mención especial sobre las cabezas de las muñecas. En 1867 el hijo de Pierre-François, Emile Jumeau, se unió a la empresa. Para 1873, cuando fueron galardonadas con una medalla de oro en la Exposición de Viena, la compañía producía sus propias muñecas de porcelana en su fábrica de Montreuil.

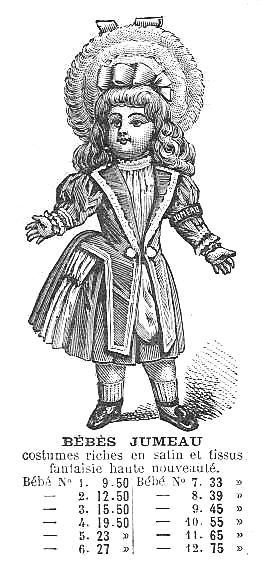
Grabado de una muñeca Jumeau en un catálogo de 1880.

A pesar de la fama obtenida por la firma Jumeau, muy pocas muñecas pueden ser identificadas con seguridad como anteriores a la década de 1870. Para 1877, Emile Jumeau había producido sus primeros bébés (muñecas con apariencia de niña pequeña).[cita requerida] Con ojos de cristal y ropa elaborada por empresas especializadas, miles de muñecas bébé fueron producidas para el mercado internacional.
En 1878, la compañía Jumeau ganó una medalla de oro en la Exposición Universal, siendo dicho premio anunciado en los cuerpos, cajas, zapatos e incluso en los vestidos de las muñecas. Jumeau obtuvo varios galardones incluyendo el premio al mejor fabricante de muñecas en la Feria Internacional de Sídney (1879) y en la Feria Internacional de Melbourne (1880). Las muñecas eran buscadas a nivel internacional como objetos de lujo y símbolo de estatus. La firma también era considerada un éxito industrial, con una producción anual de aproximadamente tres millones de muñecas a mediados de la década de 1890.
La edad de oro de la empresa Jumeau duró dos décadas, desde finales de la década de 1870 hasta finales del siglo XIX, cuando la competencia de las muñecas alemanas originó problemas financieros en la firma. Las muñecas Jumeau de finales de la década de 1890 son de calidad más variable. Las muñecas alemanas eran más baratas que las francesas, teniendo buenos acabados y siendo más apreciadas por las niñas, a pesar de carecer de la elegancia y atractivo característico de los rostros y vestidos de las mejores muñecas Jumeau.[cita requerida] La compañía se integró en el conglomerado de la Société Française de Fabrication de Bébés et Jouets. La S.F.B.J. siguió empleando la marca registrada Bébé Jumeau a lo largo del siglo XX, produciendo incluso muñecas al estilo Jumeau.